# 小林義雄 (実業家)
小林 義雄（こばやし よしお）は、日本の実業家。タリーズコーヒージャパン代表取締役社長、伊藤園グループでのシナジー創出にあたった。

## 人物・経歴
東京都出身。1975年千葉商科大学商経学部経営学科卒業、伊藤園入社。
1992年取締役に昇格。2014年専務。2017年タリーズコーヒージャパン副会長。2018年からタリーズコーヒージャパン代表取締役社長を務め、伊藤園グループでのシナジー創出にあたった。